# Ferreiros (Póvoa de Lanhoso)
Ferreiros es una freguesia portuguesa del concelho de Póvoa de Lanhoso, con 4,88 km² de superficie y 439 habitantes (2001). Su densidad de población es de 90,0 hab/km².